# Uzzano
Uzzano là một đô thị ở tỉnh Pistoia trong vùng Toscana, có vị trí cách khoảng 45 km về phía tây của Florence và khoảng 15 km về phía tây nam của Pistoia. As of 31 December 2005, đô thị này có dân số 5.019 và diện tích 7,8 km².

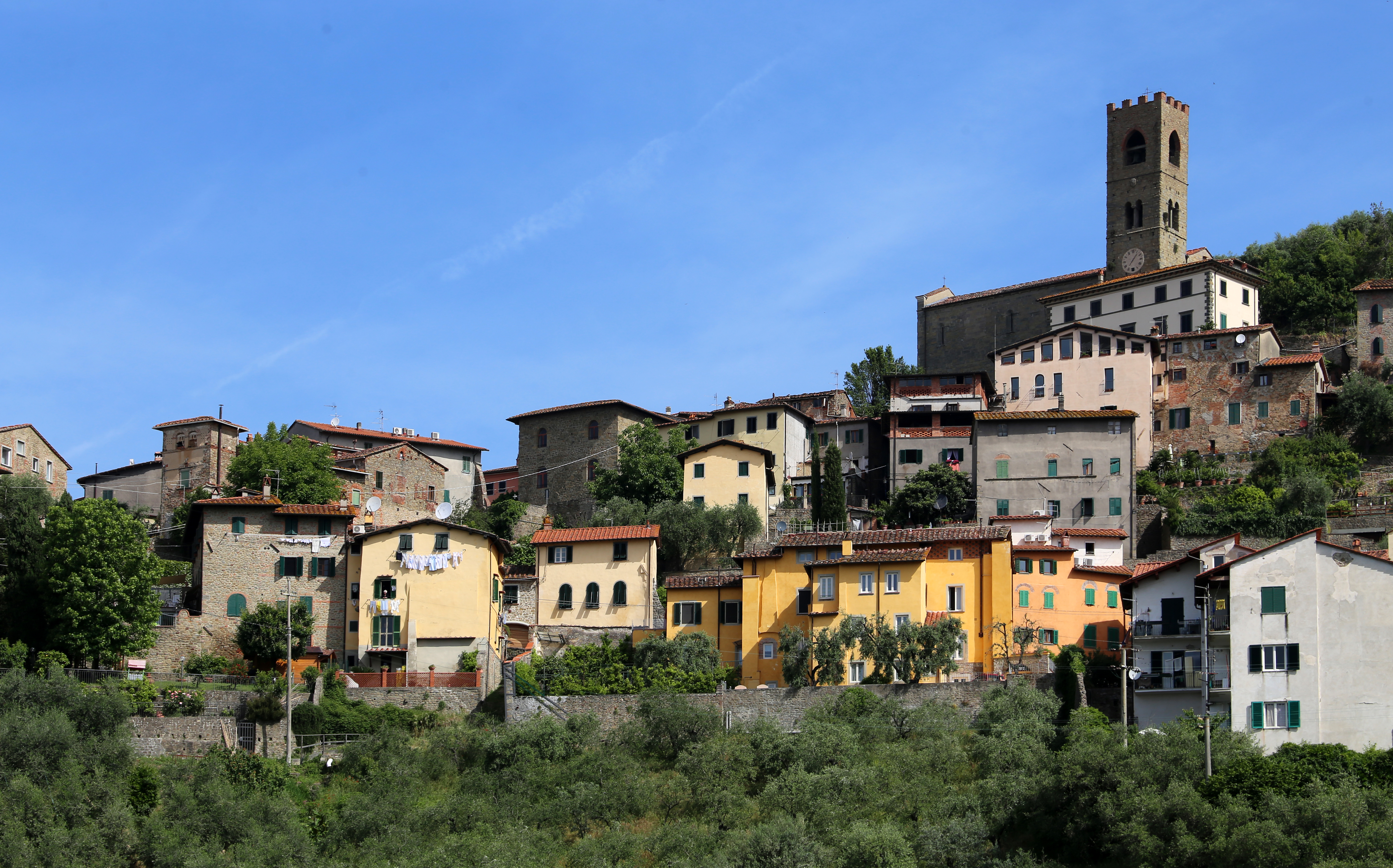
Uzzano Castello

Đô thị Uzzano có các frazioni (các đơn vị cấp dưới, chủ yếu là các làng) Fornaci, Forone, Molinaccio, La Costa, Sant'Allucio, Santa Lucia, and Torricchio.
Uzzano giáp các đô thị: Buggiano, Chiesina Uzzanese, Pescia, Ponte Buggianese.